# Белый ангел (фильм, 1994)
«Белый ангел» — британский триллер, ставший призёром XXXVII Лондонского кинофестиваля.

## Сюжет
Элен Картер, известная писательница, автор книги о серийных убийцах, а также по первой профессии — психотерапевт, убивает своего супруга и умело прячет труп. Скотланд-Ярд обескуражен — тело покойного не найдено, но наблюдение за вдовой не снимает.
Спустя несколько лет после случившегося, она сдает комнату в своём загородном домике весьма положительному на вид мужчине-дантисту Лесли Стеклеру. Но тот оказался маньяком, получившим в народе прозвище Белый Ангел.
Найдя труп мужа хозяйки, Стеклер начинает лёгкий шантаж. Белому Ангелу очень хочется, чтобы Элен написала о нём. Ради этого маньяк даже соглашается не убивать никого, пока работа не будет закончена. Но женщины-зрительницы знают, что мужчинам нельзя доверять…

## В ролях
- Питер Фёрт — Лесли Стеклер
- Хэрриетт Робинсон — Элен Картер
- Энн Кэтрин Артон — Мик
- Гари Миллер — Алан Смит
- Джо Коллинз — Грэм

## Награды и номинации
- Приз XXXVII Лондонского кинофестиваля.